# St. Georgen bei Grieskirchen
St. Georgen bei Grieskirchen (auch Sankt Georgen bei Grieskirchen) ist eine Gemeinde in Oberösterreich im Bezirk Grieskirchen  im Hausruckviertel mit 1319 Einwohnern (Stand 1. Jänner 2025). Die Gemeinde liegt im Gerichtsbezirk Grieskirchen.

## Geografie
St. Georgen bei Grieskirchen liegt auf 396 Meter Höhe im Hausruckviertel. Die höchste Erhebung liegt in der Ortschaft Steindlberg mit einer Höhe von 517 Meter. Die Ausdehnung beträgt von Nord nach Süd 4,5 und von West nach Ost 5,9 Kilometer. Die Gemeinde hat eine Fläche von elf Quadratkilometer. Davon werden 74 Prozent landwirtschaftlich genutzt, fünfzehn Prozent sind bewaldet.

### Gemeindegliederung
Das Gemeindegebiet umfasst folgende 16 Ortschaften (in Klammern Einwohnerzahl Stand 1. Jänner 2025):
- Aigen (48)
- Ferdinand-Huber-Siedlung (31)
- Grub (27)
- Jörgerberg (30)
- Maximilian (76)
- Niedertrattnach (11)
- Niederweng (97)
- Obersteinbach (16)
- Sankt Georgen bei Grieskirchen (140)
- Schwabegg (39)
- Steindlberg (80)
- Stockwies (4)
- Stritzing (34)
- Tolleterau (630)
- Vierhausen (54)
- Weidenau (2)

Die Gemeinde besteht aus den Katastralgemeinden St. Georgen und Tolleterau.

### Nachbargemeinden
| Taufkirchen | Tollet                                      |              |
| Hofkirchen  | Kompassrose, die auf Nachbargemeinden zeigt | Grieskirchen |
| Aistersheim | Meggenhofen                                 | Gallspach    |

## Geschichte

### Ortsgeschichte
Der Fund einer Flachaxt aus Quarzit aus 2000 vor Christus zeigt, dass das Gebiet schon in der Steinzeit besiedelt war.
Gegen Ende des 6. Jahrhunderts erfolgte die Besiedelung durch die Bajuwaren.
Die älteste schriftliche Erwähnung im Ortsgebiet erfolgt mit einem „Alrammus de Steinbach“ um das Jahr 1160.
Um 1200 ist mit „Awe“ vermutlich die heutige Ortschaft Tolleterau gemeint.
St. Georgen selbst wird im 13. Jahrhundert, spätestens aber im Jahr 1255, erstmals schriftlich erwähnt.
Ein weiteres Dokument aus dem 13. Jahrhundert nennt die Ortschaften Grub, Hausleithen (heute Teil von Grub), Holzedt, Steindlberg, Stritzing und Weyr.
Ursprünglich im Ostteil des Herzogtums Bayern liegend, gehörte der Ort seit dem 12. Jahrhundert zum Herzogtum Österreich. Seit 1490 wird er dem Fürstentum Österreich ob der Enns zugerechnet. Während der Napoleonischen Kriege war der Ort mehrfach besetzt und gehörte von 1810 bis 1816 zum Königreich Bayern. Seit 1918 gehört der Ort zum Bundesland Oberösterreich. Nach dem Anschluss Österreichs an das Deutsche Reich am 13. März 1938 gehörte der Ort zum Gau Oberdonau. Nach 1945 erfolgte die Wiederherstellung Oberösterreichs.

### Einwohnerentwicklung
1991 hatte die Gemeinde laut Volkszählung 853 Einwohner, 2001 dann 967 Einwohner. Da auch nach 2001 sowohl die Geburtenbilanz als auch die Wanderungsbilanz positiv blieben, wuchs die Bevölkerungszahl auf 1.168 Personen im Jahr 2011 und weiter auf 1.336 im Jahr 2018.

## Kultur und Sehenswürdigkeiten
- Burgstall Steinbach

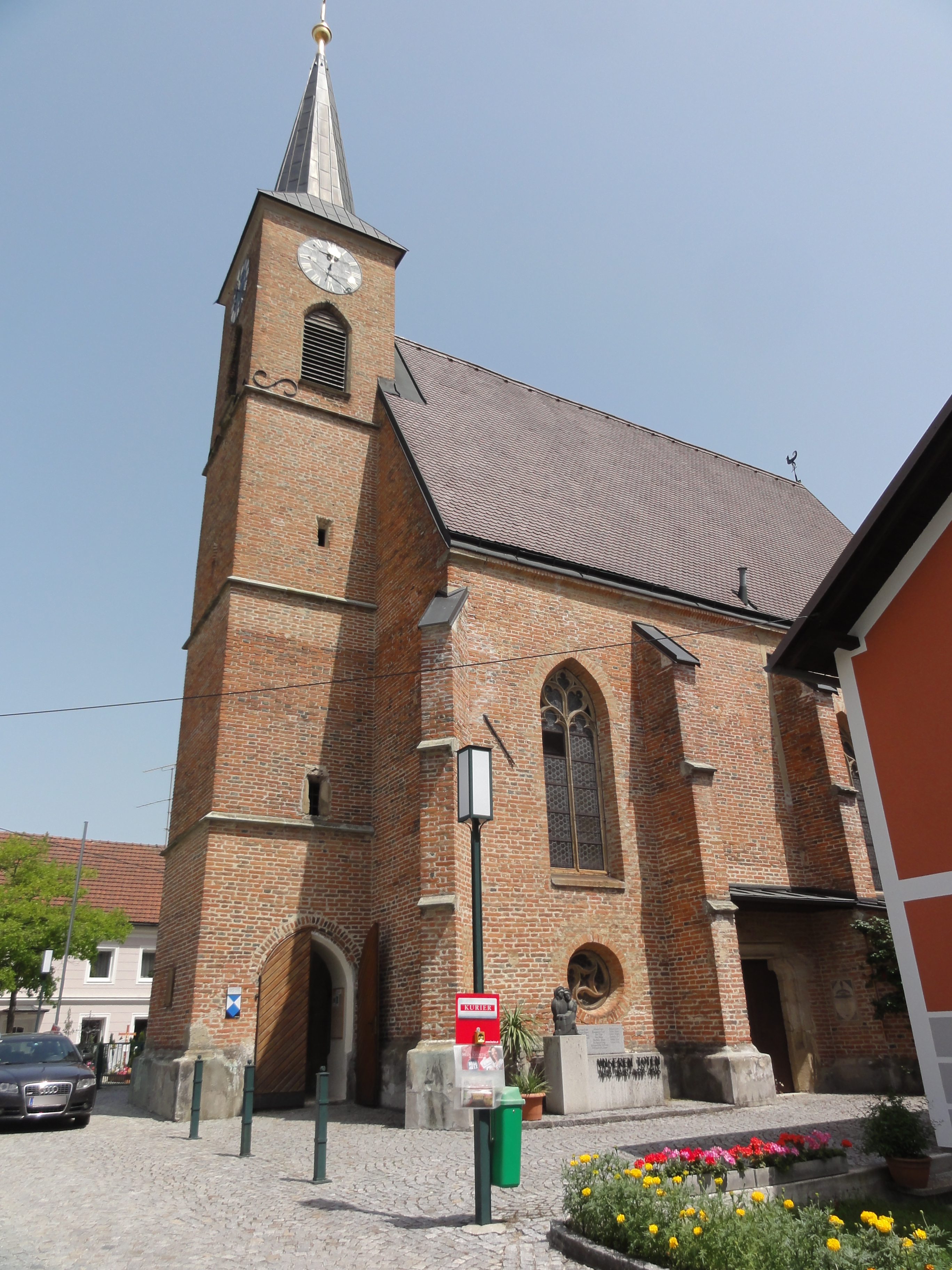
Pfarrkirche St. Georgen bei Grieskirchen

- Pfarrkirche St. Georgen bei Grieskirchen: Spätgotischer Backsteinbau aus dem 16. Jh.; Grabsteine der Familie Jörger (15.–17. Jh.); Gruft der Grafen Revertera.

## Wirtschaft und Infrastruktur

### Wirtschaftssektoren
Von den fünfzig landwirtschaftlichen Betrieben des Jahres 2010 wurden zwanzig im Haupterwerb geführt. Diese bewirtschafteten siebzig Prozent der Flächen. Im Produktionssektor arbeiteten 200 Erwerbstätige im Bereich Herstellung von Waren. Die wichtigsten Arbeitgeber im Dienstleistungssektor waren die Bereiche Verkehr (64) und Handel (39 Mitarbeiter).
| Wirtschaftssektor            | Anzahl Betriebe | Anzahl Betriebe | Erwerbstätige | Erwerbstätige |
| Wirtschaftssektor            | 2011            | 2001            | 2011          | 2001          |
| ---------------------------- | --------------- | --------------- | ------------- | ------------- |
| Land- und Forstwirtschaft 1) | 50              | 65              | 31            | 33            |
| Produktion                   | 11              | 4               | 207           | 27            |
| Dienstleistung               | 43              | 15              | 135           | 43            |

1) Betriebe mit Fläche in den Jahren 2010 und 1999
| Im Jahr 2011 lebten 607 Erwerbstätige in Sankt Georgen bei Grieskirchen. Davon arbeiteten 85 in der Gemeinde, 522 pendelten aus. Von den umliegenden Gemeinden kamen 288 Menschen zur Arbeit nach Sankt Georgen. - Eisenbahn: Durch den Norden des Gemeindegebietes verläuft die Passauer Bahn. Der nächste Bahnhof ist Obertrattnach-Markt Hofkirchen im Nordwesten oder Grieskirchen im Osten. - Straße: Im Gemeindegebiet zweigt die Rieder Straße B141 von der Innviertler Straße B137 ab. | Die zur Anzeige dieser Grafik verwendete Erweiterung wurde dauerhaft deaktiviert. Wir arbeiten aktuell daran, diese und weitere betroffene Grafiken auf ein neues Format umzustellen. (Mehr dazu) |

## Politik

### Gemeinderat
Der Gemeinderat besteht seit 2015 aus 19 Mitgliedern.
- Mit den Gemeinderats- und Bürgermeisterwahlen in Oberösterreich 1997 hatte der Gemeinderat folgende Verteilung: 9 ÖVP, 2 SPÖ und 2 FPÖ. (13 Mandate)
- Mit den Gemeinderats- und Bürgermeisterwahlen in Oberösterreich 2003 hatte der Gemeinderat folgende Verteilung: 9 ÖVP, 3 SPÖ und 1 FPÖ. (13 Mandate)
- Mit den Gemeinderats- und Bürgermeisterwahlen in Oberösterreich 2009 hatte der Gemeinderat folgende Verteilung: 9 ÖVP, 2 SPÖ und 2 FPÖ. (13 Mandate)
- Mit den Gemeinderats- und Bürgermeisterwahlen in Oberösterreich 2015 hatte der Gemeinderat folgende Verteilung: 11 ÖVP, 4 DU und 4 FPÖ. (19 Mandate)
- Mit den Gemeinderats- und Bürgermeisterwahlen in Oberösterreich 2021 hat der Gemeinderat folgende Verteilung: 14 ÖVP und 5 FPÖ. (19 Mandate)[16]

### Bürgermeister
Bürgermeister seit 1855 waren:
- 1855–1858 Sebastian Harrer
- 1858–1861 Johann Wildfellner
- 1861–1864 Mathias Lechner
- 1864–1867 Paul Hörmatinger
- 1867–1870 Johann Jedinger
- 1870–1873 Michael Stadlinger
- 1873–1876 Mathias Stumpfl
- 1876–1879 Ferdinand Jedinger
- 1879–1882 Johann Jedinger
- 1882–1885 Mathäus Huber
- 1885–1888 Friedrich Traunwieser
- 1888–1891 Johann Jedinger
- 1891–1894 Josef Auinger
- 1894–1897 Johann Aigner
- 1897–1900 Ferdinand Jedinger
- 1900–1903 Mathias Brunner
- 1903–1906 Martin Rumpfhuber
- 1906–1910 Alois Griesmaier
- 1910–1912 Johann Stumpfl
- 1912–1919 Franz Huber
- 1919–1924 Franz Angermeier
- 1924–1936 Johann Mair
- 1936–1942 Josef Mairhuber
- 1942–1945 Karl Silber
- 1945–1949 Josef Mayrhuber
- 1949–1961 Rupert Eschlböck
- 1961–1967 Josef Zauner
- 1967–1979 Ferdinand Huber
- 1979–1992 Heinz Rumpfhuber
- seit 1992 Karl Furthmair (ÖVP)

### Wappen
Blasonierung: Zwischen zwei silbernen Flanken mit drei blauen, durch zwei rote Balken getrennten Kugeln gespalten von Silber und Schwarz mit zwei aufrecht stehenden, mit den Schneiden auswärts gekehrten Pflugmessern (Sech) in gewechselten Farben.
Die Gemeindefarben sind Rot-Weiß-Schwarz.
Das 1984 verliehene Gemeindewappen vereinigt Elemente aus den Wappen zweier für St. Georgen bedeutender Adelsgeschlechter. Die schwarz-silbernen Pflugmesser sind das Wappen der Jörger, die hier ihren Stammsitz hatten, die Pfarre gründeten und in der Pfarrkirche bestattet sind. Die blauen Kugeln und roten Balken sind dem Wappen der Familie Revertera entnommen, die im 19. und 20. Jahrhundert Besitzer des Schlosses Tollet war und ebenfalls in der Kirche von St. Georgen ihre Grablege hat.

## Persönlichkeiten
Mit der Gemeinde verbundene Persönlichkeiten:
- Beate Ritter (1983–2025), Opernsängerin